# 郎寨砖塔
郎寨塔，位于山西省临汾市安泽县马壁乡郎寨村，是中华人民共和国全国重点文物保护单位之一。
2004年6月10日，授予山西省文物保护单位，编号4-55。2013年5月升格为全国重点文物保护单位，编号7-0766-3-064。